# إملاحن (بني بويفرور)
إملاحن هو دُوَّار يقع بجماعة بني بويفرور، إقليم الناظور، جهة الشرق في المملكة المغربية. ينتمي الدوّار لمشيخة بني بويفرور التي تضم 8 دواوير. يقدر عدد سكانه بـ 383 نسمة حسب الإحصاء الرسمي للسكان والسكنى لسنة 2004.

## روابط خارجية
- البوابة الوطنية للجماعات الترابية
- المندوبية السامية للتخطيط